# Kalle Holmberg
Kalle Holmberg (Mikkeli, Finlandia; 21 de junio de 1939-Terhokoti, Helsinki, Finlandia; 12 de septiembre de 2016) fue un actor y director finlandés, activo en el teatro, la ópera, el cine y la televisión.

## Biografía
Su verdadero nombre era Kaarle Vilhelm Holmberg, y nació en Mikkeli, Finlandia. Estudió entre 1962 y 1965 en la Academia de Teatro de la Universidad de las Artes de Helsinki, dirigiendo el teatro estudiantil en 1964–1965. Tras su graduación, fue director en el Kaupunginteatteri de Helsinki entre 1965 y 1970, y en la Academia de Teatro en 1968–1971. Fue director en el Kaupunginteatteri de Turku en 1971–1977, para Yleisradio desde 1977 a 1981, del KOM-teatteri en 1981–1982, y de nuevo del Kaupunginteatteri de Helsinki en 1984–1993.
Holmberg vivistó como director el Festival de Ópera de Savonlinna, la Ópera Nacional de Finlandia, el Teatro nacional de Finlandia, el Teatro de Verano Pyyniki, el Työväen Teatteri de Tampere, el Stadsteater de Estocolmo, la Ópera Real de Estocolmo, el Schauspielhaus de Bochum y el Teatro József Katona de Budapest.

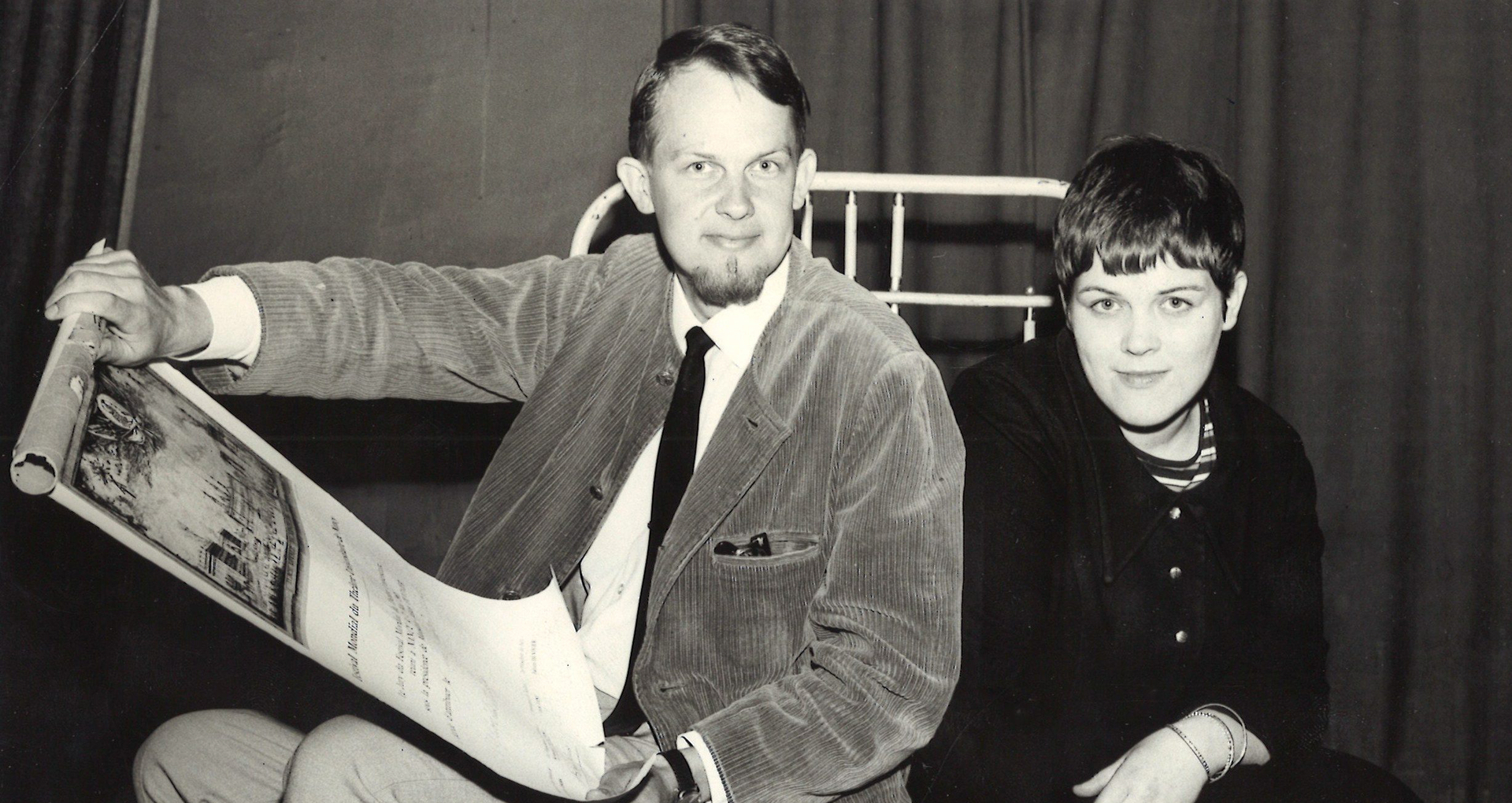
Kalle Holmberg y Kaisa Korhonen en 1965

Entre las obras teatrales dirigidas por Holmberg, figuran las siguientes: Lapualaisooppera (Ylioppilasteatteri), Ricardo III (obra de teatro) (Kaupunginteatteri de Helsinki), Berliini järjestyksen kourissa (Kaupunginteatteri de Helsinki), Rosvot (Bunkkeriteatteri), Juha (Festival de Ópera de Savonlinna), Seitsemän veljestä (Kaupunginteatteri de Turku), El rey Lear (Kaupunginteatteri de Turku), Aleksis Kivi (Turun kaupunginteatteri), Ratsumies (Festival de Ópera de Savonlinna), Rauta-aika (Yleisradio TV 2), Punainen viiva (Ópera Nacional de Finlandia), Kuningas lähtee Ranskaan (Festival de Ópera de Savonlinna), Tartufo (Kaupunginteatteri de Helsinki), Riivaajat (Kaupunginteatteri de Helsinki), Kullervo (Ópera de Los Ángeles / Ópera Nacional de Finlandia), Akseli ja Elina, Pohjantähden alla, Tuntematon sotilas (Teatro de verano Pyyniki), El oro del Rin (Ópera Real de Estocolmo), Paavo Suuri. Suuri juoksu. Suuri uni. (Estadio Olímpico de Berlín / Kaupunginteatteri de Helsinki) y Demokratia (Teatro nacional de Finlandia).
Como actor cinematográfico, Holmberg participó en películas como Kummeli Kultakuume (1997), Rölli ja metsänhenki (2001), Rööperi (2009) y Harjunpää ja pahan pappi (2010). En su faceta televisiva, fue intérprete en las series Katapultti (1971–1972) y Kylmäverisesti sinun (2000-2002).
Holmberg recibió el Premio de la Crítica (Kritiikin kannukset), el Premio Pohjoismaisen kuunnelmapalkinnon, el Premio Estatal de Cinematografía (Elokuvataiteen valtionpalkinto), la Medalla Pro Finlandia en 1984, y la Orden del León de Finlandia. Además, en el año 2002 recibió el título de Consejero Teatral (Teatterineuvos) otorgado por el presidente de la República.
Kalle Holmberg falleció en Helsinki, Finlandia, en 2016, a causa de una leucemia. Había estado casado con la dramaturga y directora Ritva Holmberg entre 1944 y 2014, año de la muerte de ella. La escritora Annina Holmberg es hija suya. El matrimonio fue enterrado en el Cementerio del Monasterio de Valamo, en Heinävesi.

## Publicaciones
- Otava, ed. (1999). Vasen suora. Helsinki. ISBN 951-115-722-1.
- Siltala, ed. (2010). Viimeinen erä. Kirjoituksia teatterista ja elämästä. Helsinki. ISBN 978-952-234-028-3.